# Ульгинський сільський округ
Ульги́нський сільський округ (каз. Үлгі ауылдық округі, рос. Ульгинский сельский округ) — адміністративна одиниця у складі району Біржан-сала Акмолинської області Казахстану. Адміністративний центр та єдиний населений пункт — село Ульгі.
Населення — 1376 осіб (2021; 1875 у 2009, 2190 у 1999, 3065 у 1989).
Станом на 1989 рік існувала Ульгинська сільська рада (села Жукей, Казгородок, Карловка, Кизилуюм, Пригорхоз, Трамбовка, Уюмшил). Пізніше село Пригорхоз передано до складу Степняцької міської адміністрації.

## Склад
До складу округу входять такі населені пункти:
| Населений пункт | Колишні назви | Населення, осіб (1989) | Населення, осіб (1999) | Населення, осіб (2009) | Населення, осіб (2021) |
| --------------- | ------------- | ---------------------- | ---------------------- | ---------------------- | ---------------------- |
| Жукей, село     | -             | 216                    | 206                    | 196                    | 171                    |
| Карловка, село  | -             | 223                    | 176                    | 130                    | 81                     |
| Кизилуюм, село  | -             | 201                    | 238                    | 221                    | 166                    |
| Трамбовка, село | -             | 198                    | 152                    | 120                    | 84                     |
| Ульгі, село     | Казгородок    | 1991                   | 1241                   | 1086                   | 837                    |
| Уюмшил, село    | -             | 236                    | 177                    | 122                    | 37                     |